# Atelothrus politus
Atelothrus politus är en skalbaggsart som beskrevs av Sharp 1903. Atelothrus politus ingår i släktet Atelothrus och familjen jordlöpare. Inga underarter finns listade i Catalogue of Life.